# Silent Alarm
Silent Alarm —en español: Alarma Silenciosa— es el primer álbum de estudio por la banda británica Bloc Party. Grabado en Copenhague y Londres a mediados de 2004 con el productor Paul Epworth, fue lanzado en febrero de 2005 por Wichita Recordings. El disco alcanzó el puesto número tres en la lista de álbumes Reino Unido. En los Estados Unidos, entró en el Billboard 200,  en el número 114; además logó posicionarse en los Billboard Top Albums independientes, en el número siete. La cara A doble "So Here We Are/Positive Tension", "Banquet", y "The Pioneers" fueron lanzados como sencillos. Silent Alarm alcanzó ventas mundiales de más de un millón de copias.
Silent Alarm cosechó elogios de la crítica con la alabanza a menudo centrada en su rápido ritmo de juego y la entrega apasionada. Más tarde, en 2005, fue remezclado como Silent Alarm Remixed y fue re-lanzado con bonus tracks para coincidir con calendario de gira por todo el mundo de Bloc Party. El álbum ha recibido elogios en toda la industria de la música desde su lanzamiento.

## Antecedentes
En 2003, Bloc Party, tenía como guitarristas a Kele Okereke y Russell Lissack, y el bajista Gordon Moakes. Después Matt Tong audicionó y se unió al trío, como baterista.
Al hablar sobre el primer demo "She`s hearing voices", Okereke declaró que "era en realidad sólo un ritmo de batería, algo que antes no podíamos hacer porque nos basábamos en escribir canciones sólo con guitarras". Auto grabada en un pequeño espacio contratado en Acton, Londres, la canción fue seguida por el sencillo de doble cara A, "Banquet/Staying Fat", producido por Paul Epworth. Bloc Party EP fue lanzado posteriormente por Moshi Moshi Records en el Reino Unido, que contiene las tres canciones anteriores y nuevos materiales.

## Grabación
En junio de 2004, el grupo se reunió en Deltalab Studios en Copenhague para hacer el álbum con la producción de Paul Epworth. La banda ya había escrito maquetas de canciones para grabar, pero Okereke señaló que "se trata de un proceso creativo y también tienes que permitirte inspirarte mientras estás en el estudio". El montaje en el Deltalab presentó problemas, porque incluía cables de red en mal estado y mal funcionamiento de los equipos, que eran de los años 1960 y 1970. Bloc Party tomó tres sesiones para familiarizarse con la metodología de Epworth. El productor ha llamado el tiempo de grabación de un "proceso de crecimiento" porque Okereke no se sentía cómodo cantando delante de la gente, sobre todo después de unos problemas de amígdala. A pesar de que los miembros de la banda tenían ideas preliminares sobre el ritmo de las canciones, no sabían cómo iban a comenzar o finalizar. Okereke a menudo pidió a Tong que tocara algo en la batería, con lo que podía moldear la música mediante la adición de guitarra acordes al ritmo. 
La prioridad de Bloc Party durante la grabación del álbum era "dar a la música más profundidad, hablando del sonido" en lugar de centrarse en un ritmo más punk funk. La banda cree que la música rock del siglo XXI sólo podría sobrevivir si la gente empezaba a "mezclar estilos de música que no se supone deban estar juntos". Okereke ha sugerido que las bandas con visión de futuro alcanzan un periodo de meseta y comienzan a cuestionar los límites de su medio; esto lleva a la experimentación con elementos de otros géneros. Así se dispusieron a explorar la idea de la fusión de diferentes estilos en el álbum debut, en lugar de posponerlo. Silent Alarm fue diseñado para atraer a fanes de R&B, electropop, además de la base de fans de rock indie de la propia banda. Okereke quería que el álbum suena "muy rico y completo".

## Promoción
Silent Alarm fue lanzado el 2 y el 14 de febrero de 2005, en Japón y Europa, respectivamente. Elegido porque el álbum tiene una sensación de inquietud, el nombre proviene de un artículo en la revista New Scientist sobre un sistema de detección temprana de terremotos en Japón, mientras que el arte de la cubierta se basa en un paisaje decubierto en invierno, elaborado por el fotógrafo freelance Ness Sherry. Bloc Party siguió el lanzamiento del álbum con una breve gira promocional europea a principios de marzo de 2005. Entre el 17 de marzo y 9 de abril, la banda emprendió una primera gira como líder de cartel de Estados Unidos para coincidir con el lanzamiento americano del álbum a través Vice Records el 22 de marzo. La comercialización de Estados Unidos se orientó a establecer una base de fanes a largo plazo entre los "creadores de tendencias y entusiastas del rock de principios del adoptante", en lugar de un énfasis a corto plazo en las reproducciones en la radio. En ese momento, Okereke dijo: "Lo único que me preocupa es tocar en vivo para la gente que quiere vernos." 

## Lista de canciones
Todas las canciones escritas y compuestas por Bloc Party. 
| N.º | Título                 | Duración |  |
| 1.  | «Like Eating Glass»    | 4:22     |  |
| 2.  | «Helicopter»           | 3:40     |  |
| 3.  | «Positive Tension»     | 3:55     |  |
| 4.  | «Banquet»              | 3:21     |  |
| 5.  | «Blue Light»           | 2:47     |  |
| 6.  | «She's Hearing Voices» | 3:29     |  |
| 7.  | «This Modern Love»     | 4:25     |  |
| 8.  | «The Pioneers»         | 3:35     |  |
| 9.  | «Price of Gas»         | 4:19     |  |
| 10. | «So Here We Are»       | 3:52     |  |
| 11. | «Luno»                 | 3:57     |  |
| 12. | «Plans»                | 4:10     |  |
| 13. | «Compliments»          | 4:43     |  |

Bonus Tracks
| UK re-release bonus tracks |                   |          |  |
| N.º                        | Título            | Duración |  |
| 14.                        | «Little Thoughts» | 3:30     |  |
| 15.                        | «Two More Years»  | 4:28     |  |

| Japanese bonus tracks |                                                        |          |  |
| N.º                   | Título                                                 | Duración |  |
| 14.                   | «So Here We Are» (Four Tet remix)                      | 6:28     |  |
| 15.                   | «Plans» (Mogwai remix)                                 | 3:43     |  |
| 16.                   | «Pioneers (M83 remix)" / "Every Time Is the Last Time» | 14:09    |  |

## Posicionamiento en listas
| Lista (2005/2006)                   | Posiciones |
| ----------------------------------- | ---------- |
| UK Albums Chart                     | 3          |
| Irish Albums Chart                  | 3          |
| US Billboard 200                    | 114        |
| US Billboard Top Independent Albums | 7          |
| US Billboard Top Heatseekers        | 3          |
| Australian Albums Chart             | 30         |
| Austrian Albums Chart               | 52         |
| Belgian Albums Chart (Flanders)     | 14         |
| Belgian Albums Chart (Wallonia)     | 39         |
| European Albums Chart               | 6          |
| Finnish Albums Chart                | 18         |
| French Albums Chart                 | 14         |
| German Albums Chart                 | 93         |
| Japanese Albums Chart               | 23         |
| Netherlands Albums Chart            | 51         |
| New Zealand Albums Chart            | 36         |
| Norwegian Albums Chart              | 20         |
| Swedish Albums Chart                | 11         |
| Swiss Albums Chart                  | 80         |

| Canción                           | Posición | Posición     | Posición |
| Canción                           | UK       | US Mod. Rock | US Dance |
| --------------------------------- | -------- | ------------ | -------- |
| "So Here We Are/Positive Tension" | 5        | —            | =        |
| "Banquet"                         | 13       | 34           | —        |
| "The Pioneers"                    | 18       | —            | =        |
| "Two More Years"                  | 7        | —            | =        |
| "Helicopter"                      | X        | —            | 5        |

## Alineación de la banda
Bloc Party
- Kele Okereke - voz principal, guitarra rítmica
- Russell Lissack - guitarra principal
- Gordon Moakes - el bajo, coros, sintetizadores
- Matt Tong - tambores, coros